# ميخائيل بيري (كاتب ترانيم)
ميخائيل بيري (بالإنجليزية: Michael Perry)‏ هو كاتب ترانيم بريطاني، ولد في 1942، وتوفي في 1996.